# 3511 Tsvetaeva
3511 Tsvetaeva је астероид главног астероидног појаса чија средња удаљеност од Сунца износи 2,745 астрономских јединица (АЈ).
Апсолутна магнитуда астероида је 12,3.